# 德国空军第31战术联队
德国空军第31“波尔克”战术联队（德語：Taktische Luftwaffengeschwader 31 „Boelcke“，缩写为），在2013年9月30日前被称为“第31‘波尔克’战斗轰炸机联队”（Jagdbombergeschwader 31 „Boelcke“），是德国联邦国防军的一个荣誉航空联队（以奧斯華·波爾克命名）以及德国空军創隊時間最早的飞行作战部队之一。自2013年10月1日起，第31战术联队连同在当日成为其下属单位、驻扎于维特蒙德港空军基地的里希特霍芬战术大队，重组为德国空军规模最大的喷射机联队。自2013年7月1日起，该联队的隊部设于科隆-瓦恩。

## 历史

第31联队在2013年10月之前使用的徽章

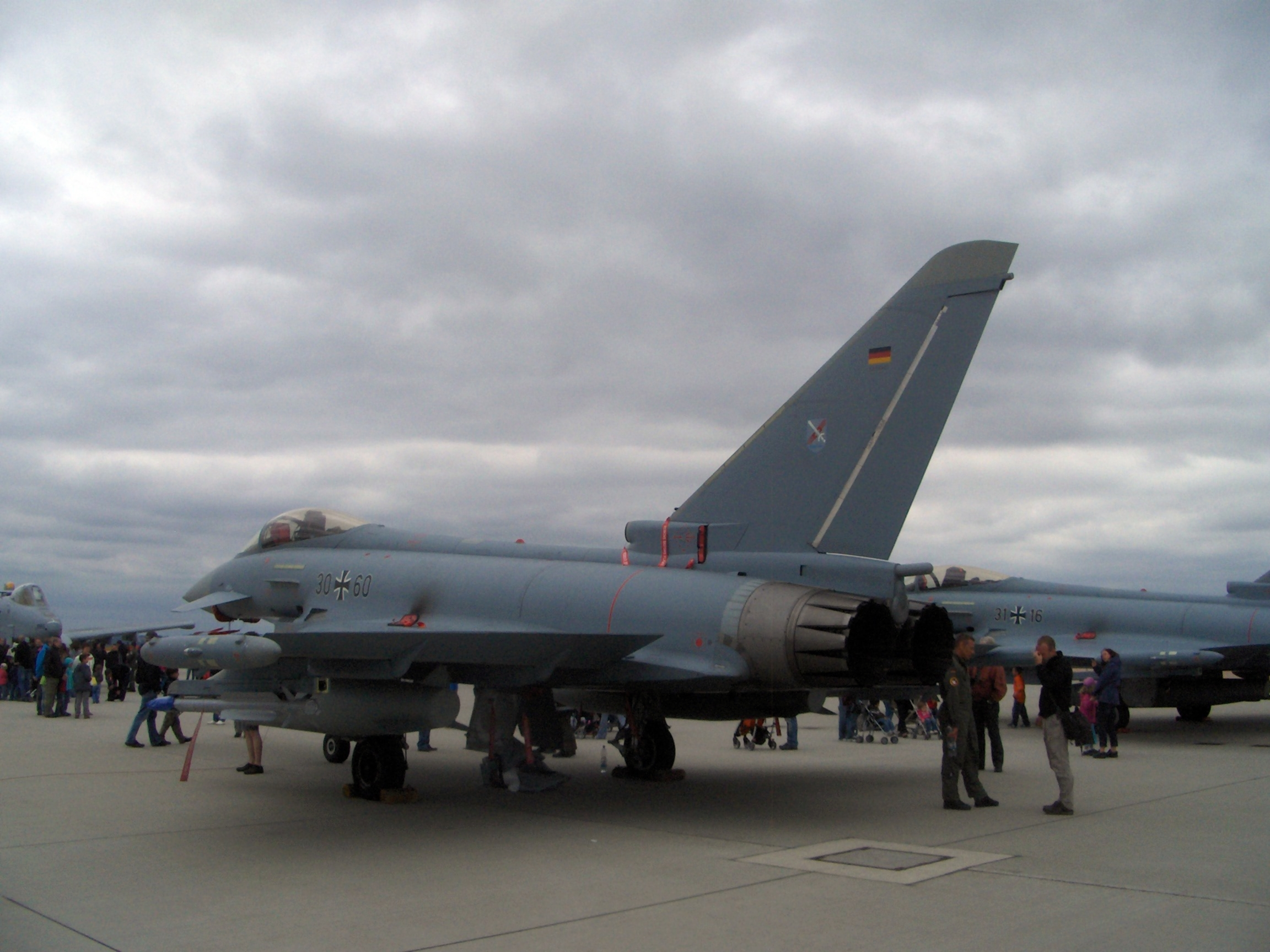
第31联队的台风战斗机于施庞达莱姆空军基地

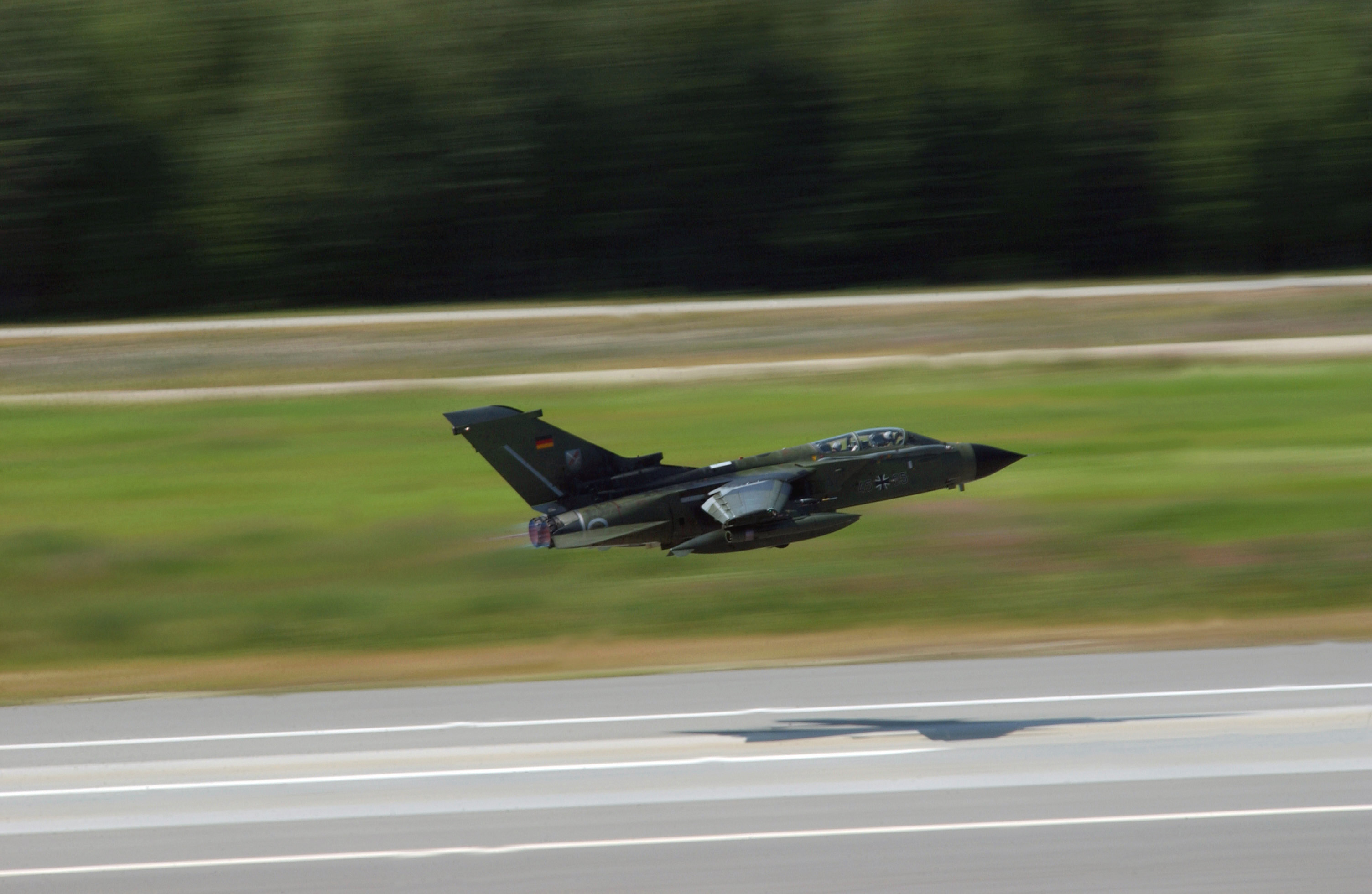
第31联队的旋风战斗机于埃尔森空军基地

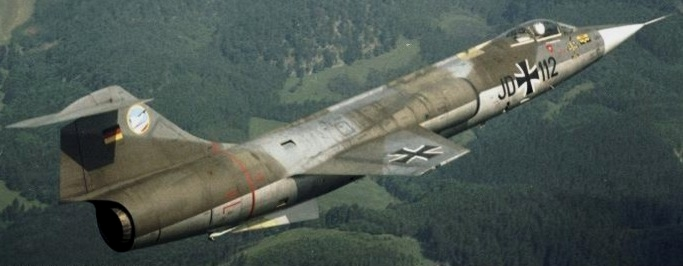
F-104星式战斗机（第74联队，与第31联队使用的型号相同）

### 成立阶段
该联队早在1957年便于比歇尔空军基地组建，因为此时内尔费尼希空军基地仍在进行改造。其于1957年10月1日成立的第1中队是德国空军創隊時間最早的战斗轰炸机及作战中队。该联队在1958年1月开始从比歇尔迁往内尔费尼希，并于同年6月20日正式在内尔费尼希空军基地服役。战斗轰炸机联队的名称则是自1961年4月20日起，根据第一次世界大战时的德国飞行员奧斯華·波爾克命名。
作为德国戰後空军的首个部队，第31战斗轰炸机联队在1959年1月19日通过了北大西洋公约组织的审核。即便在随后由北约成员国代表举行的年度审查中，该联队始终表现出色，并被委任为首批危机反应部队之一。该联队最初配备的机种是F-84F雷电战斗机，直到1961年被洛克希德公司生产的F-104G星式战斗机所取代。第31联队在1962年6月20日也成为德国空军首个可随时出动星式战斗机的联队，它在此时还被划分成三个部分：空军基地、波尔克军营和豪斯·哈德特军营。

### 旋风时期
接替星式战斗机服役的是龍捲風戰鬥轟炸機。同样，第31“波尔克”联队也是德国空军首个配备这一机种的航空联队，包括其后的升级版旋风200 ECR型。在旋风时期共有约4,500名士兵及人员入驻联队。这主要包括德国空军官兵、基地管理人员、駐德美軍、在当地经营有有通讯中心和地区驾校的德国陆军官兵以及一个搜索救援／空中救护指挥部的其它人员。其中美軍官兵连同其配备的A-10雷霆攻擊機（常被昵称为“疣猪”）曾长期被视为纳入所谓的第3中队。
联队因需要为北约执行任务而必须参加年度审核。审核标准包括“最大评估（MaxEval）”和“战术评估（Tactical Evaluation）”。此外，还有德国空军本身进行强化的其它警报机制。由于每年至少有6次“空袭警报”、且每次历时超过1周，第31战斗轰炸机联队也成为了联邦国防军首个获得危机反应部队资格的联队。联队中的旋风战斗轰炸机也都完成了PA200型的升级。
随着两德统一和世界危机局势的缓和，该联队的继续存在一直受到质疑，直至1997年奥得河水灾后才需要进一步招募预备役军人以满足需求。

### 台风时期
第31战斗轰炸机联队是德国空军首个配备颱風戰鬥機的航空联队。首批4架这一类别的飞机于2009年12月16日降落在内尔费尼希。而最后一架龍捲風戰鬥轟炸機则是在2010年6月25日正式撤离内尔费尼希空军基地。进一步升级为颱風戰鬥機的计划因制造商延期而需要更长的时间。在内尔费尼希应总共入驻31架颱風，其中8架已在2011年来到当地。截至2014年5月，联队共配备了29架颱風，其中9架驻扎于维特蒙德。而后者最终应接收总共20架。因此，第31战斗轰炸机联队将会是德国空军规模最大的喷射机联队。
2006年4月27日，总投资为1,050万欧元的模拟飞行大楼奠基。封顶仪式则在同年10月25日举行。自2012年6月18日起，来自凯尔彭的波尔克军营工作人员开始迁往内尔费尼希空军基地，当地原有的军营将至2015年关闭。
由于原属第71“里希特霍芬”战斗轰炸机联队的F-4幽靈II戰鬥機退役，第31联队在2013年7月1日接管了原第71联队在维特蒙德港空军基地提供的警报编队任务。而后者则自2013年10月1日起以里希特霍芬战术大队的名义被编入第31联队之下。

## 联队

### 划分
第31“波尔克”战术联队直接隶属于空军作战司令部管辖。联队长为上校军衔。
联队下设飞行及技术两个大队。飞行大队（FlgGrp）包含有第1、第2飞行中队和机务中队，其主要负责飞机的运营及使用，例如对飞行数据、航线、加油、武器载荷等进行设置。
技术大队则由维修／电子中队、保养／武器中队和补给／运输中队组成。其主要负责对飞行器提供所有技术方面的照顾。当中除了日常的维修和保养外，还包括武器弹药、降落伞技术和加油等。
自2013年10月起，第31联队还直接对驻扎维特蒙德的里希特霍芬战术大队进行管理。后者由4个中队组成，分别为飞行使用中队、技术中队、机场中队和补给中队。

### 任务
第31“波尔克”战术联队的任务包括空中拦截、打击敌方地对空力量和近距离空中支援。

## 事故
该联队自成立以来共有33名飞行员在意外事故中丧生。仅是由于星式战斗机的坠毁便造成了18名士兵死亡。可悲的是F-104G在正式投入使用后的灾难并未就此终结：1962年10月19日，4架编组的F-104F因领航员迷失方向而在弗雷兴附近坠毁。4名飞行员并非第31联队的成员，而是来自德国空军第10培训学院的，但当时驻扎于内尔费尼希。全部4名飞行员均丧生。
2014年6月23日，第31联队一架正进行警报编队演习的台风战斗机与一架飞行靶公司的里爾35在离地2,500米的高度上相撞，造成里爾35的其中一个引擎撕破，并坠毁于奥尔斯贝格附近，机上2名乘員死亡。而涉事的台风战斗机尽管副油箱受损，但仍可安全返回基地。